# Itapiranga (kommun i Brasilien, Santa Catarina)
Itapiranga är en kommun i Brasilien.   Den ligger i delstaten Santa Catarina, i den södra delen av landet, 1 400 km söder om huvudstaden Brasília. Antalet invånare är 15 430.
Omgivningarna runt Itapiranga är en mosaik av jordbruksmark och naturlig växtlighet. Runt Itapiranga är det ganska glesbefolkat, med 42 invånare per kvadratkilometer.